# 肥前国の式内社一覧
肥前国の式内社一覧（ひぜんのくにのしきないしゃいちらん）は、『延喜式』第9巻・第10巻「神名帳上下」（延喜式神名帳）に記載のある神社、いわゆる「式内社」およびその論社のうち、肥前国に分類されている神社の一覧。
また『延喜式』神名帳の編纂当時に存在したが同帳に記載の無い神社、いわゆる「式外社」についても付記する。

## 式内社
『延喜式』神名帳では、大社1座1社（名神大社）・小社3座3社の計4座4社を記載。
1）「神名帳」列は、『延喜式 上巻』（大岡山書店、昭和4年、国立国会図書館デジタルコレクション）等における『延喜式』神名帳の記載を基に作成。社名表記は神社史料集成（5を参照）における字体（異体字がある場合には新字体・通用性の高い字体を使用）を基準とした。読みの「-」部分は、「神社」以外で仮名が振られていない部分。「○座」は座数を表し、一座の場合は記載していない。

2）格の「名神大」は名神大社を、「大」は式内大社（名神大社除く）を、「小」は式内小社を意味する。付記は社名とともに記されているもので、一部は「式内社#式内社の社格」を参照。

3）比定社が複数ある場合、最も有力なものを無冠で示し、他の論社には「（論）」を冠した。

4）本来の式内社とは認めがたいものの、式内社を合祀したなどその後継を主張するもの、その他参考の神社には「（参）」を冠した。

| 神名帳                     | 神名帳     | 神名帳 | 神名帳 | 比定社       | 比定社                   | 比定社     | 集成 |
| 社名                       | 読み       | 格     | 付記   | 社名         | 所在地                   | 備考       | 集成 |
| -------------------------- | ---------- | ------ | ------ | ------------ | ------------------------ | ---------- | ---- |
| 松浦郡 2座（大1座・小1座） |            |        |        |              |                          |            |      |
| 田島坐神社                 | タシマノ-  | 名神大 |        | 田島神社     | 佐賀県唐津市呼子町加部島 |            |      |
| 志志伎神社                 | シシキノ   | 小     |        | 志々伎神社   | 長崎県平戸市野子町       |            |      |
| 基肄郡 1座（小）           |            |        |        |              |                          |            |      |
| 荒穂神社                   | アラホノ   | 小     |        | 荒穂神社     | 佐賀県三養基郡基山町宮浦 |            |      |
| 佐嘉郡 1座（小）           |            |        |        |              |                          |            |      |
| 与止日女神社               | ヨトヒメノ | 小     |        | 與止日女神社 | 佐賀県佐賀市大和町川上   | 肥前国一宮 |      |
| 凡例を表示                 |            |        |        |              |                          |            |      |

## 式外社
『延喜式』神名帳の編纂当時に存在したが、同帳に記載の無い神社。